# Wallfahrtskirche Maria Bründl (Putzleinsdorf)

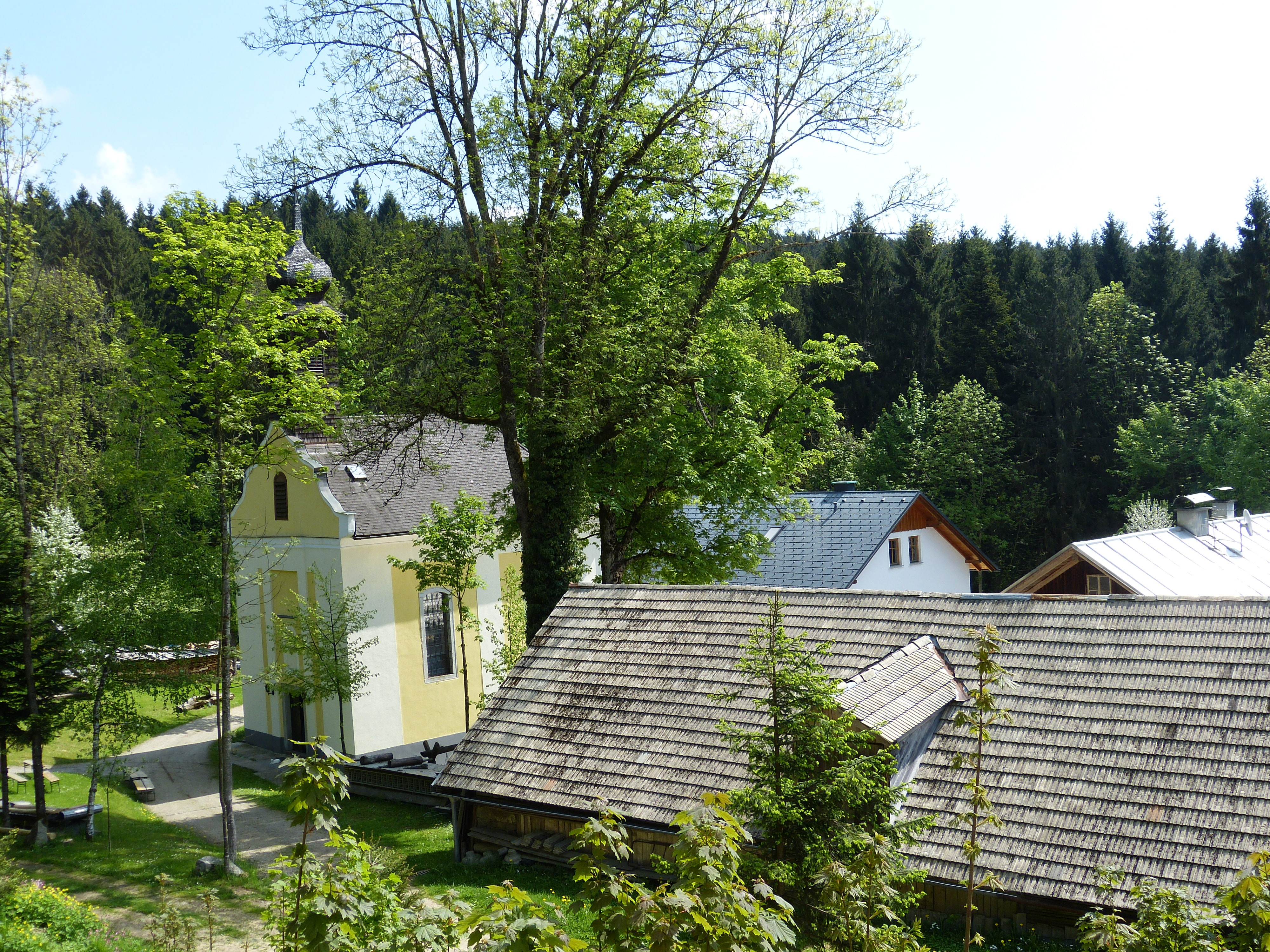
Katholische Filial- und Wallfahrtskirche Maria Bründl in Putzleinsdorf

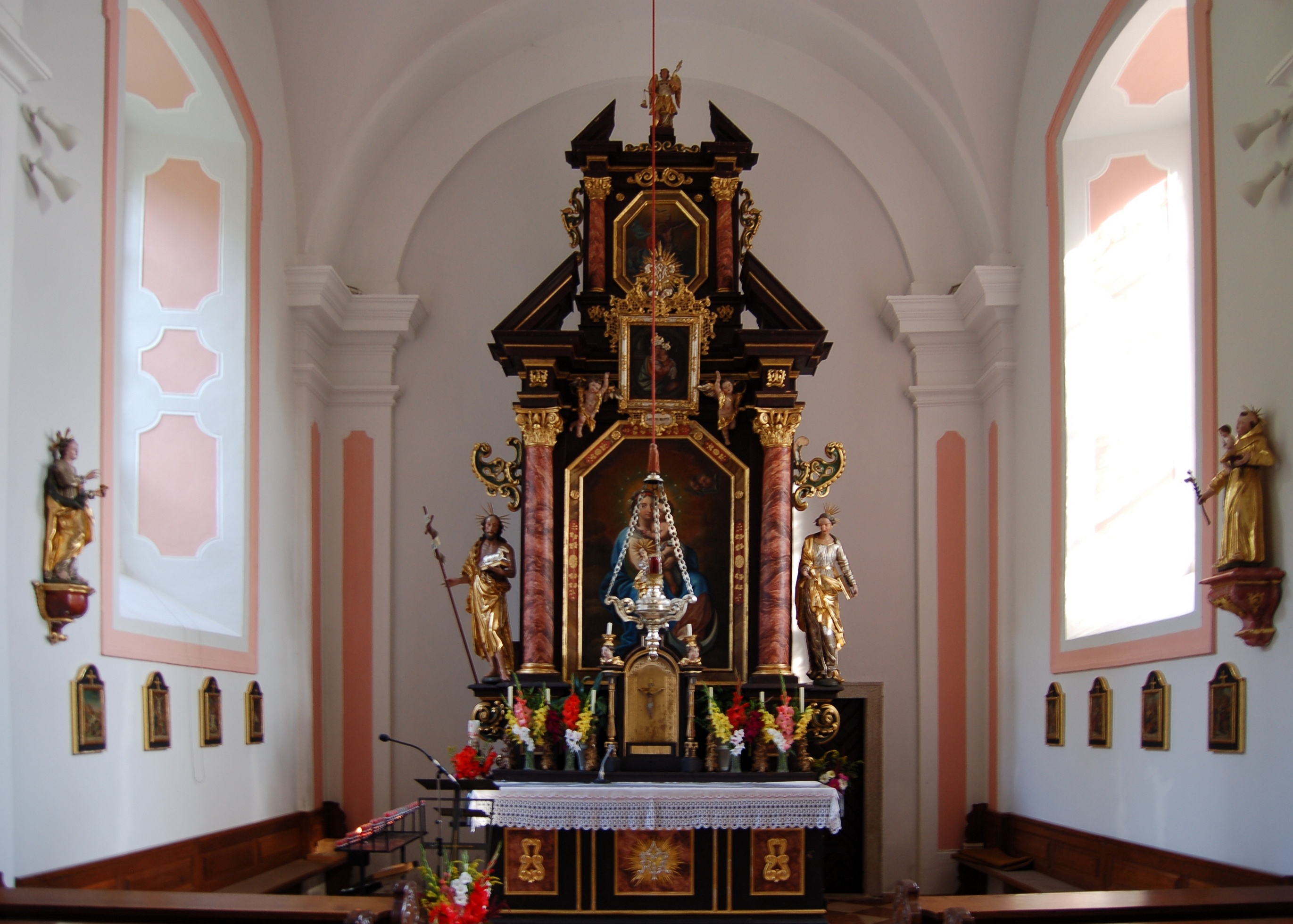
Hochaltar

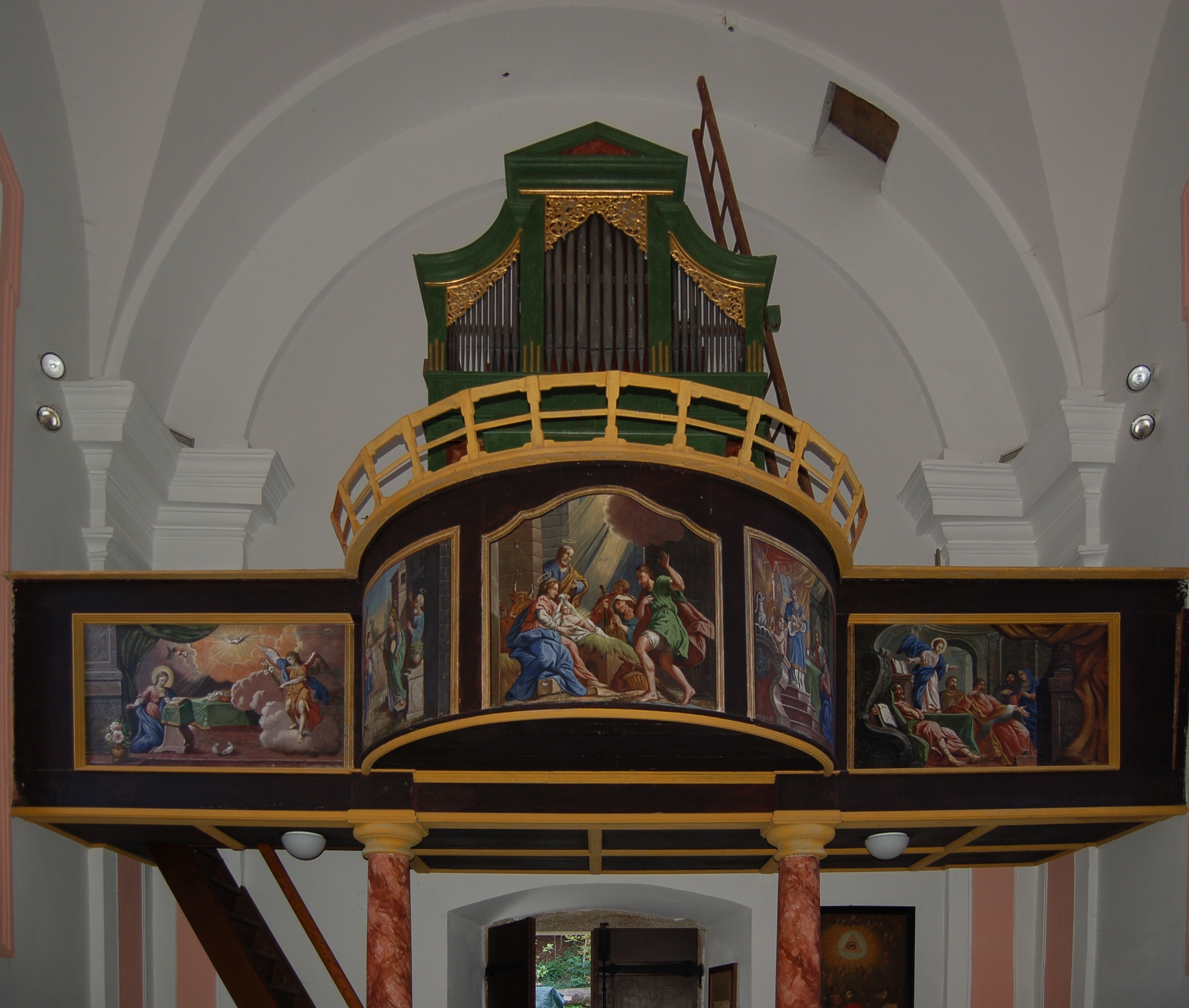
Westempore mit Orgel

Die römisch-katholische Filial- und Wallfahrtskirche Maria Bründl steht nördlich außerhalb des Ortes im sogenannten Bründlwald der Marktgemeinde Putzleinsdorf im Bezirk Rohrbach in Oberösterreich. Die dem Patrozinium Maria Bründl unterstellte Filialkirche gehört zum Dekanat Sarleinsbach in der Diözese Linz. Die Kirche steht unter Denkmalschutz (Listeneintrag).

## Geschichte
Die Kirche war im 17. und 18. Jahrhundert das Ziel von Wallfahrern und Kurgästen.
Der tonnengewölbte Saalbau wurde von 1712 bis 1716 an der Stelle einer hölzernen Kapelle erbaut und 1751 geweiht. 1770 wurde eine Sakristei angebaut. Die Kirche wurde 1788 säkuliert und 1865 neu konsekriert.

## Architektur
Der schlichte zweijochige Saalbau unter einem Walmdach schließt mit einem geraden Schluss. Die Westfront mit einer betonten Mitte hat eine Rahmengliederung durch breite Eck- und schmale Innenlisenen, über dem Portal befindet sich eine Rundbogennische mit gerader Verdachung, darüber befindet sich ein kräftiges Kranzgesims und ein geschweifter Knickgiebel, gleich dahinter befindet sich ein Dachreiter mit einem Zwiebelhelm. Die Seitenfassaden zeigen eine Lisenengliederung und schmale Stichbogenfenster. Östlich schließt eine eingeschoßige quadratische Sakristei aus 1770 an, das Portal mit einem Ohrenrahmen hat eine Rautentür mit einem Schloss um 1600.
Das Kircheninnere unter einer gurtunterlegten Stichkappentonne über Pilastern mit hohen verkröpften Kämpfer, an den Raumenden sind die Pilaster geknickt, darüber befinden sich breite halbkreisförmig dem Gewölbe folgende Bänder jeweils einen Bogen illusionierend. Die breiten tiefen Fensterleibungen zeigen Felderdekor. Die hölzerne Westempore aus 1742 steht auf rotmarmorierten toskanischen Säulen, sie kragt mittig halbkreisförmig vor, die Brüstung zeigt Bilder des Freudenreichen Rosenkranzes mit Verkündigung, Visitatio, Geburt Christi, Beschneidung und Lehre des 12-jährigen Jesus im Tempel.

## Einrichtung
Die frühbarocke Einrichtung der Vorgängerkapelle wurde teils übernommen.
Der Hochaltar um 1660/1670 als Säulenädikula mit gesprengtem Dreieckgiebel und Auszug, er zeigt das mittige Gnadenbild Maria-Hilf von Johann Philipp Ruckerbauer 1714, darüber befindet sich ein weiteres Gnadenbild Maria-Hilf aus 1676 in einem bemerkenswerten Rokokorahmen, welches aus der Wasserkapelle hierher übertragen wurde, der Auszug zeigt einen Gnadenstuhl, der Altar trägt die Figuren der Heiligen Anna und Johannes der Täufer und Michael als Bekrönung. Der Tabernakel aus dem Ende des 19. Jahrhunderts trägt barocke Engelköpfe als Kerzenhalter und die bekrönende Figur Maria Immaculata aus dem zweiten Viertel des 18. Jahrhunderts.
Die Orgel baute der Orgelbauer Peter Heining 1848 und wurde 1893/1895 aus der Pfarrkirche Allhaming hierher übertragen (I Man./6 Reg.).